# 田中彪
田中 彪（たなか ひょうが、1991年6月21日 - ）は、日本の歌手・俳優である。千葉県八千代市生まれ柏市育ち。株式会社T-gene所属。舞台、ライブを中心に芸能活動をしている。

## 略歴
- 2012年より芸能活動を開始。当時はA-teamに所属していた。アメスタや、端役としてテレビドラマや映画に出演。2014年10月退社。
- 2014年11月以降、株式会社T-geneに所属。タンバリンアーティスツと一部業務提携を結ぶ。
- 2015年2月、初めてのワンマンライブを開催[2]。
- 2015年2月、新格闘技「FG」の公式サポーター決定[3]。
- 2015年3月、初めての大阪ワンマンライブを開催[4]。
- 2015年4月、新格闘技「FG」の旗揚げ大会にて国歌独唱、応援ソング「君だけのステージ」を披露[5]。
- 2015年6月、舞台『倫敦影奇譚シャーロック・ホームズ 〜銀髪の使者と七人の容疑者～』にて、竹石悟朗と共にダブル主演を務める[6]。
- 2015年8月、田中彪オフィシャルファンクラブ『H&♥』を設立[7]。
- 2015年8月、千葉マリンスタジアムにて、試合開始の国歌独唱者として球場に立つ[8]。
- 2016年6月、25歳の誕生日にオリジナル楽曲「叶わない恋」「君が笑うから」「弱虫な僕」の音楽配信開始[9]。
- 2016年10月、生放送ザテレビジョン（生テレ）の番組、『生♥ひょったん』が始まり、自身初の冠番組を持つ[10]。
- 2016年10月、薫太と共に「ひょんた」[11]を結成。12月に「Dance with me」の音楽配信開始[12]。
- 2016年11月22日、舞台『今だけは戻らない』の昼公演にて、T-gene所属後の舞台通算100回公演達成[13]。
- 2017年8月、舞台『ファントム・チューニング～調霊探偵・四十万八十二の事件簿～』にて、自身初の単独主演を務める[14]。
- 2017年9月、オリジナル楽曲「叶わない恋」が、FMふくろう開局記念放送のエンディング曲に選ばれる。
- 2017年11月、『おしゃべりひょったん』（FMふくろう）のメインパーソナリティを務め、自身初のラジオ番組を持つ[15]。
- 2017年11月、舞台『心の旅人、今は秋』にて、初めての脚本・演出を務め、処女作『僕と君の物語』を発表[16]。
- 2018年1月12日、舞台『イケメン革命◆アリスと恋の魔法 Episode 黒のエース フェンリル＝ゴッドスピード』の夜公演にて、T-gene所属後の舞台通算200回公演達成[17]。
- 2018年3月、西嶋悠と共に期間限定ユニット「花まる。」を結成[18]。
- 2018年8月19日、モバイルアプリケーション「fanicon」内で有料会員制のファンコミュニティ『繋がれひょったん❤』を開設[19]。
- 2019年6月28日、舞台『アリスインデッドリースクール 少年』の昼公演にて、T-gene所属後の舞台通算300回公演達成[20]。
- 2020年4月より、メインパーソナリティを務めるラジオ番組『おしゃべりひょったん』（FMふくろう）が全国放送になり、月に一度の放送枠が毎週放送へ拡大[21]。

## 人物・エピソード
- 愛称はひょったん。
- 五人兄弟の三男で、兄（次男）は元KAT-TUNの田中聖、弟（四男）はSixTONESの田中樹。
- 国士舘大学卒業。
- 趣味は野球・フットサル。
- 小学3年生から野球を始め、子供の頃の夢はプロ野球選手になることだった。学生時代は野球部で、2008年秋季千葉県大会ベスト4の成績を納めるなど、高校時代は柏市立柏高等学校で甲子園を目指していた。大学卒業後も友人と草野球をするほどの野球愛好家でもある[22]。
- 2000年秋に公開された映画『カラフル』に、兄である主演の田中聖（小林真役）の幼年期の役で出演している。

## 出演

### ライブ
2015年
- 『HYOGA TANAKA 1st LIVE』（2015年2月21日 ＠渋谷club asia）
- 『HYOGA TANAKA 2nd LIVE IN OSAKA』（2015年3月23日 ＠大阪・hills パン工場）
- 『プレミアカバーライブ』（2015年4月29日 ＠恵比寿天窓.switch）
- 『Hyoga Tanaka 24th Birthday Live』（2015年6月27日 ＠渋谷GUILTY）
- ミニライブ（2015年8月7日 ＠千葉マリンスタジアム野外ステージ）
- 『FC「H&♥」設立記念LIVE』（2015年8月8日 ＠渋谷チェルシーホテル）
- 『柏凱旋LIVE！』（2015年9月6日 ＠柏DOME）
- 『渋谷だよ！全員集合』（2015年10月3日 ＠渋谷CLUB CRAWL）
- 『星から来たVoice JUSTコンサート2015』昼の部・夜の部 - ゲスト出演（2015年10月10日 ＠品川プリンスホテルクラブeX）
- 『Xmas Party』（2015年12月25日 ＠四谷天窓.comfort）

2016年
- 『HYOGA 25th Birthday live』（2016年6月10日 ＠四谷LOTUS）
- 『挑戦～100人の絆～西嶋悠ワンマンライブ』ゲスト出演（2016年12月5日 ＠代官山LOOP）
- 『田中彪 Xmas ワンマンライブ』（2016年12月25日 ＠新宿MEGA ROCK）

2017年
- 『Hyoga Tanaka Premium Ballad Show』（2017年3月17日 ＠新宿グラムシュタイン）
- 『田中彪・西嶋悠 ツーマンバースデーライブ』（2017年5月22日 ＠大阪・hills パン工場）
- 『田中彪＆The Best Time Xmas Live2017』（2017年12月25日 ＠池袋 LiveHouse mono）

2018年
- 『花まる。ライブ』（2018年4月29日 ＠四谷天窓）

2019年
- 『田中彪 28th Birthday Live』（2019年5月26日 ＠池袋 ABSOLUTE BLUE）[23]

2020年
- 『HYOGA×KOKI Two-man Live〜Hyoga's 29th Birthday〜』　(2020年6月28日 ＠柏ThumbUp・生配信)[24]
- 『田中家彪オフアコLIVE』　(2020年8月7日　＠ZircoTokyo)[25]

### 舞台
2013年
- ROUTE30第4回公演『るるる♪』　-岩渕崇 役[26]

(2013年9月11日 - 9月15日 ＠笹塚ファクトリー)
2015年
- TAMBOURINE STAGE PRESENTS 『倫敦影奇譚シャーロック・ホームズ 〜銀髪の使者と七人の容疑者～』- ダブル主演 ワトソン 役[6]

(2015年6月17日 - 6月21日 ＠品川・六行会ホール)
- タンバリンステージxLIVEDOGプロデュース『愛しのダンスマスター』- 加山ユウジ 役

(2015年10月21日 - 10月25日 ＠西新宿・新宿村LIVE）
- 企画演劇集団ボクラ団義本公演vol.17『十七人の侍』- キョウイチ 役[27]

(2015年11月20日 - 11月29日 ＠渋谷・CBGKシブゲキ!!)
2016年
- まつだ壱岱+劇団M.M.C 『ミュージカル ホス探へようこそ〜The Last Valentine〜』- 時雨 役[28]

(2016年2月10日 - 2月14日 ＠新宿・シアターサンモール）
- ASSHプロデュース 『サイコメ；ステージ』- 大野木荒太 役[29]

(2016年3月2日 - 3月6日 ＠西新宿・新宿村LIVE)
- GRASP produce vol.4 舞台『龍狼伝 第二章』- 蔡瑁 役[30]

(2016年4月6日 - 4月10日 ＠シアター1010)
- 舞台版『実は私は』　-紫々戸獅狼 役[31]

(2016年5月11日 - 5月15日 ＠西新宿・新宿村LIVE)
- 『ミュージカル ホス探へようこそ ～ザ・ファースト～』- 竜胆 役[32]

(2016年6月22日 - 6月26日 ＠横浜O-SITE)
- amipro produce『覇権DO！！～戦国高校天下布武～』- 明智光秀 役[33]

(2016年7月13日 - 7月18日 ＠西新宿・新宿村LIVE)
- 『ミュージカル ホス探へようこそ ～ザ・セカンド/アンチ・アレス～』- 竜胆 役[34]

(2016年8月24日 - 8月28日 ＠横浜O-SITE)
- 企画演劇集団ボクラ団義本公演vol.18『今だけが戻らない』- 司冬雪 役[35]

(2016年11月16日 - 11月23日 ＠渋谷・CBGKシブゲキ!!）
2017年
- ASSH×オッドエンタテインメント 舞台『鬼切丸伝〜源平鬼絵巻〜』- 那須与一 役[36]

(2017年1月18日 - 1月22日 ＠品川・六行会ホール)
- ASSH旗揚げ15周年記念興行・第21回公演 『SOUL FLOWER ver.2017』- ジョーカー 役[37]

(2017年2月15日 - 2月19日 ＠西新宿・新宿村LIVE)
- N企画プロデュース公演 vol.2『夢追荘』- 日替わりゲスト 本人 役

(2017年3月24日 昼/夜 ＠高島平LIVEStage hodgepodge)
- 企画演劇集団ボクラ団義本公演vol.19『飛ばぬ鳥なら落ちもせぬ ～梟雄と呼ばれた男 右筆と呼ばれた男～』- 果心居士/風太 役[38]

(2017年4月4日 - 4月16日 ＠吉祥寺シアター)
- GHETTOプロデュース第4弾公演 『Big Mouth 2017』- 佐伯浩二 役[39]

(2017年6月14日 - 6月18日 ＠新宿・シアターブラッツ)
- 劇団M.M.C『ミュージカル ホス探へようこそ ～ザ・サード～』- 竜胆 役

(2017年7月5日 - 7月9日 ＠西新宿・新宿村LIVE)
- LIVEDOGプロデュース 『ファントム・チューニング～調霊探偵・四十万八十二の事件簿～』- 主演 四十万八十二 役[14]

(2017年8月2日 - 8月6日 ＠西新宿・新宿村LIVE）
- 劇団わ(旧称○組) 本公演『僕のヒーロー願望』- 祐 役[40]

(2017年10月18日 - 10月22日 ＠コフレリオ新宿シアター)
- 劇団M.M.C『ミュージカル 星の王子さま』- うぬぼれ屋 役

(2017年11月15日 - 11月19日 ＠西新宿・新宿村LIVE）
- 第38回岡崎市民芸術文化祭　劇団M.M.C『ミュージカル 星の王子さま』- うぬぼれ屋 役

(2017年11月26日 ＠岡崎市民会館あおいホール)
- エンテナ PLAY UNION 第6回公演『心の旅人、今は秋』オムニバス『僕と君の物語』- カフェ店員 役[16]

(2017年11月29日 - 12月3日 ＠コフレリオ新宿シアター)
2018年
- ミュージカル『イケメン革命◆アリスと恋の魔法 Episode 黒のエース フェンリル＝ゴッドスピード』 - カイル＝アッシュ 役[41]

(2018年1月10日 - 1月14日 ＠銀座・博品館劇場）
- ガチゲキpresents 『千葉のジョニー』- ジョニー/黒木徹平 役[42]

(2018年2月28日 - 3月4日 ＠下北沢・Geki地下Liberty)
- ENG第7回公演『ロスト花婿』- 三上篤史 役[43]

(2018年3月16日 - 3月25日 ＠池袋・シアターグリーン BIG TREE THEATER)
- 4S企画 Presents 2018年版『刻め、我ガ肌ニ君ノ息吹ヲ』～THE ORIGIN～ - 瀬戸 役[44]

(2018年4月11日 - 4月15日　＠新宿スターフィールド)
- yoppy project 『Battle Butler』再演 - 松風陽太 役[45]

(2018年6月27日 - 7月1日　＠品川・六行会ホール)
- 『イケメン革命◆アリスと恋の魔法 THE STAGE Episode 黒のキング レイ＝ブラックウェル』- カイル＝アッシュ 役[46]

(2018年9月6日 - 9月11日　＠全労済ホールスペース・ゼロ）
- RINCO PRODUCE STAGE『リミット・オブ・タイムラグ』- 野宮恭一 役[47]

(2018年10月5日 - 10月14日 ＠渋谷・CBGKシブゲキ!!）
- タグステ『YOSHITSUNE〜呪われた英雄〜』- 義仲 役[48]

(2018年12月5日 - 12月9日 ＠新宿・シアターモリエール）
2019年
- 平成時代劇　片肌☆倶利伽羅紋紋一座「ざ☆くりもん」2019年新春三館同時本公演『六道追分』- 伊助 役[49]

(2019年1月4日 - 1月14日 ＠池袋・シアターグリーン BIG TREE THEATER）
- SPECTACLE STAGE『W'z《ウィズ》』- 文幸・ニールセン 役[50]

(2019年4月10日 - 4月14日 ＠新宿・シアターサンモール）
- 『アリスインデッドリースクール 少年』- 紅島弓矢 役[51]

(2019年6月26日 - 6月30日　＠品川・六行会ホール)
- MILE STONE vol.4『The Middle World』- ミスターマスター 役[52]

(2019年7月11日 - 7月22日 ＠下北沢・Geki地下Liberty)
- 舞台劇「からくりサーカス」～デウス・エクス・マキナ(機械仕掛けの神)編～ - ハーレクイン 役[53]

(2019年10月10日 - 10月19日 ＠新宿FACE）
- Bobjack Theater vol.24『ノッキンオンヘブンズドア』- 賢木雪斗 役[54]

(2019年11月13日 - 11月24日 ＠上野ストアハウス）
2020年
- Studio Life 舞台『はみだしっ子 ～White Labyrinths～』- シドニー 役[55]

(2020年1月8日 - 1月19日 ＠新宿・シアターサンモール）
- 舞台『ゾンビランドサガ Stage de ドーン！』- デスおじB 役[56]

(2020年9月5日 - 9月6日 ＠草月ホール）
- 舞台『虎馬彪（トラウマヒョウガ）～青空の下のデイスタンス～』- 主演 虎馬彪 役[57]

(2020年12月9日 - 12月13日 ＠コフレリオ新宿シアター）
2021年
- 朗読劇「私の道しるべ」プロジェクトvol.1　日替わりゲスト - 案内人 役[58]

(2021年2月6日・2月13日 ＠新宿サンモールスタジオ）
- 『ダミスの森の物語 2021』- ダミス王子 役[59]

(2021年2月27日・2月28日 ＠M.M.C studio）
- 2人芝居『シュウカツ』- 田中彪 役[60]

(2021年7月18日 ＠墨田区本所地域プラザ BIG SHIP）
- UZR第五回本公演『この夏から一番遠い群青(あお)を探して』- 影山蒼汰 役[61]

(2021年8月28日 - 9月6日 ＠劇場MOMO）
- 2.5次元ダンスライブ「ツキウタ。」ステージ第11幕「月花神楽～黒と白の物語～」- 真壁高虎 役[62]

(2021年9月30日 - 10月11日 ＠ヒューリックホール東京）
2024年
- 舞台『OVER SMILE 2024』- ドクトル・タカマツ 役[63]

（2024年3月1日 - 10日、あうるすぽっと）
- 劇団オモテナシ 令和6年 夏 第9回公演『劇団オモテナシ』[64]

（2024年9月6日 - 9日、DDD AOYAMA CROSS THEATER）
2025年
- 舞台「ぼくらの七日間戦争2025」（2025年8月24日 - 11月9日〈予定〉、東京建物 Brillia HALL 他） - 安永宏 役[65]

### イベント・その他
2014年
- LOVE PLACE『BITTER & HONEY ホントの恋はbarにある※ただしイケメンに限る』DVD発売イベント（2014年8月24日 ＠ミューズ音楽院本館）

2015年
- 新格闘技『FG』旗揚げ大会　公式サポーター（2015年4月12日 ＠代々木第二体育館）[5]
- 千葉ロッテマリーンズvs北海道日本ハムファイターズ戦にて試合開始の国歌独唱（2015年8月20日 ＠千葉マリンスタジアム）
- 新格闘技イベント『MAT』記者会見（2015年11月3日 ＠湯島ガーデンプレイス）[66]
- 『ミュージカル ホス探へようこそ〜The Last Valentine〜』トークショー＆チケット販売会（2015年12月17日 ＠代アニLIVEステーション）
- 新格闘技イベント『MAT』第1回トーナメント大会　公式サポーター（2015年12月19日 ＠ディファ有明）[67]
- 『第4回 JAPANMODELS SEED』- スペシャルゲスト（2015年12月26日 ＠大阪・梅田ステラホール）

2016年
- 『シンデレラフェス vol.3』- スペシャルゲスト（2016年4月5日 ＠代々木第一体育館）[68]
- 『まるひろキッズダンスフェスティバル2016』 - ゲスト出演（2016年5月8日 ＠丸広百貨店川越本店）
- 『薫太25歳バースデーイベント』- ゲスト出演（2016年5月20日 ＠HIT STUDIO TOKYO）
- 『ミュージカル ホス探へようこそ～ ザ・ファースト～』前夜祭（2016年5月29日 ＠横浜O-SITE）[69]
- 東三河演劇フェスティバル2016『ライブ＆トーク「ホス探へようこそ」祝レディキラー豊川店出張ですって・・・』（2016年9月22日 ＠豊川市御津文化会館/ハートフルホール）[70]
- 第1回ファンミーティング FC限定BBQ（2016年9月25日 ＠原宿Reissue）
- 『ひょんたライブ vol.1』（2016年10月28日 ＠HIT STUDIO TOKYO）
- Supported by Resexy『Tokyo Girls Bang Halloween』- ゲスト出演（2016年10月29日 ＠ダイバーシティ東京）
- ASSH×オッドエンタテインメント 舞台『鬼切丸伝〜源平鬼絵巻〜』トークショー＆チケット販売会（2016年12月3日 ＠原宿・レンタルスペースさくら）

2017年
- 『ひょんたライブ vol.2』第2部制（2017年3月25日 ＠HIT STUDIO TOKYO）
- 『田中彪 バースデーリムジンパーティー』 2部制（2017年6月25日）
- 『U’s collection vol.2』- ゲスト出演（2017年7月22日 ＠代々木MUSEモード音楽院 本館1F）
- 映画『「超」怖い話2』トークショー（2017年8月31日 ＠キネカ大森）
- 第2回ファンミーティング FC限定BBQ（2017年9月10日 ＠原宿Reissue）
- 『時雨パーティへようこそ』（2017年10月14日 ＠代々木MUSEモード音楽院 本館1F）

2018年
- 『花まる。オフ会』2部制（2018年5月20日 ＠浅草）
- 『U’s collection vol.6』- ゲスト出演（2018年6月17日 ＠代々木MUSEモード音楽院 本館1F）
- クレフェス主催『俳優×俳優＝どうなりますか！？ライブ。夏の暑さをぶっとばせ！』 第1部 - 第3部（2018年7月8日 ＠西新宿・LIVEHOUSE TOGIBAR）[71]
- 『田中彪 27th Birthday Event』（2018年7月14日 ＠上野・ライブスペース Untitled）
- クレフェス主催『俳優×芸人＝どうなりますかライブ！！』vol.9 第1部 - 第3部（2018年7月29日 ＠LIVEHOUSE shinjukuSAMURAI）[72]
- クレフェス主催『俳優×芸人＝どうなりますかライブ！！』vol.11 第1部 - 第3部（2018年8月25日 ＠代々木MUSEモード音楽院 本館）[73]
- ロスト花婿DVD Blu-ray発売記念イベント『広がれ！ロスト花婿 結婚式二次会』昼の部（2018年9月23日 ＠阿佐ヶ谷ロフト）[74]
- 第3回ファンミーティング FC限定BBQ（2018年11月11日 ＠原宿Reissue）
- クレフェス番外編！『YOSHITSUNE×芸人＝どうなりますかライブ！？』第1部（2018年11月18日 ＠代々木MUSEモード音楽院 本館）[75]
- 『ダイナの森のクリスマス2018』（2018年12月15日・12月16日・12月22日 - 12月24日 ＠小田原ダイナシティ）[76]

2019年
- 『session vol.1』第1部 - 第3部（2019年1月27日 ＠上野・ライブスペース Untitled）[77]
- 『session vol.2』第1部 - 第3部（2019年2月24日 ＠M.M.C studio）[78]
- 『U’s collection vol.9』ゲスト出演（2019年3月17日 ＠代々木MUSEモード音楽院 本館1F）[79]
- 『session vol.3』第1部 - 第3部（2019年3月24日 ＠秋葉原FLAG）[80]
- 『session vol.4』第1部 - 第3部（2019年4月21日 ＠赤坂チャンスシアター）[81]
- 『session vol.5』第1部 - 第3部（2019年6月2日 ＠赤坂チャンスシアター）[82]
- 『U’s collection vol.10』ゲスト出演（2019年6月15日 ＠代々木MUSEモード音楽院 本館1F）[83]
- 『session vol.6』第1部 - 第3部（2019年8月3日 ＠赤坂チャンスシアター）[84]
- 『Omnibus by.M Vol.11』（2019年8月31日 ＠品川J-square）[85]
- ミュージカル『タツミの森の物語』withミニミュージカルライブ（2019年9月16日 ＠岡崎市竜美丘会館）[86]
- 『session vol.7』第1部 - 第3部（2019年10月20日 ＠秋葉原FLAG）[87]
- 『ダイナの森のクリスマス2019』（2019年12月8日 ＠小田原ダイナシティ）[88]
- 『session vol.8』第1部 - 第3部（2019年12月30日 ＠大塚ドリームシアター）[89]
- 『花の○年組』（2019年12月31日 ＠横浜ベイホール）[90]

2020年
- 『session vol.9』第1部 - 第3部（2020年2月15日 ＠大塚ドリームシアター）[91]
- 『＠JAM PARTY for MEN vol.12』第1部 - 第2部（2020年7月18日 ＠AKIBAカルチャーズ劇場）[92]
- 『session vol.10』第1部 - 第3部（2020年8月2日 ＠四谷三丁目ドリームシアター）[93]
- 『session vol.11』第1部 - 第3部（2020年9月20日 ＠全電通労働会館）[94]
- 『N-1グランプリ vol.2』第1部 - 第3部（2020年9月27日 ＠大塚ドリームシアター）[95]
- 『図ったん×ひょったん vol.1』第1部 - 第3部（2020年10月18日 ＠大塚ドリームシアター）[96]
- 『session vol.12』第1部 - 第3部（2020年11月8日 ＠四谷三丁目ドリームシアター）[97]
- 『N-1グランプリ vol.3』第1部 - 第3部（2020年11月22日 ＠大塚ドリームシアター）[98]
- 『session vol.13』第1部 - 第3部（2020年12月20日 ＠アトリエファンファーレ高円寺）[99]
- 『図ったん×ひょったん 大忘年会』第1部 - 第3部（2020年12月30日 ＠赤坂チャンスシアター）[100]

2021年
- 『N-1グランプリ vol.4』第1部 - 第3部（2021年1月17日 ＠大塚ドリームシアター）[101]
- 『図ったん×ひょったん vol.2』第1部 - 第3部（2021年1月30日・1月31日 ＠四谷三丁目ドリームシアター）[102]
- 『session vol.14』第1部 - 第3部（2021年2月21日 ＠新宿シアターブラッツ）[103]
- 『T-gene Fes vol.1』第1部 - 第2部（2021年3月14日 ＠代々木MUSEモード音楽院 本館1F）[104]
- 『図ったん×ひょったん vol.3』第1部 - 第3部（2021年3月28日 ＠四谷三丁目ドリームシアター）[105]
- 『図ったん×ひょったん vol.4』第1部 - 第3部（2021年4月18日 ＠墨田区本所地域プラザ BIG SHIP）[106]
- 『session vol.15』第1部 - 第3部（2021年5月1日 ＠墨田区本所地域プラザ BIG SHIP）[107][注釈 1]
- 『session vol.16』第1部 - 第3部（2021年5月22日 ＠大塚ドリームシアター）[108]
- 『図ったん×ひょったん vol.5』第1部 - 第3部（2021年6月6日 ＠新宿文化センター小ホール）[109]
- 『図ったん×ひょったん Birthday Event 2021』第1部 - 第3部（2021年7月18日 ＠墨田区本所地域プラザ BIG SHIP）[110]
- 『session vol.17』第1部 - 第3部（2021年8月8日 ＠大塚ドリームシアター）[111]
- 『session vol.18』第1部 - 第3部（2021年9月17日 ＠北とぴあつつじホール）[112]
- 『図ったん×ひょったん vol.6』第1部 - 第3部（2021年10月16日・10月17日 ＠四谷三丁目ドリームシアター）[113]
- 『図ったん×ひょったん vol.7』第1部 - 第3部（2021年10月23日・10月24日 ＠バルスタジオ）[114]
- 『session vol.19』第1部 - 第3部（2021年11月7日 ＠代々木MUSEモード音楽院 本館1F）[115]

### オンラインイベント
- 『田中彪とオンライン通話 vol.1』（2020年5月17日 ＠zoomビデオコミュニケーションズ）[116]
- fanicon限定『オンラインチェキ会』（2020年6月12日 ＠fanicon内）
- 『田中彪29歳Birthday配信』（2020年6月21日 ＠zoomビデオコミュニケーションズ）[117]
- 『田中彪とオンライン通話 vol.2』（2020年10月25日 ＠zoomビデオコミュニケーションズ）[118]
- 『田中彪とオンライン通話 vol.3』（2021年5月16日・5月17日 ＠zoomビデオコミュニケーションズ）[119]

### インターネット配信
レギュラー番組
- 『生♥ひょったん』（2016年10月4日 - 2018年4月1日 <全19回> 、生放送ザテレビジョン）[120]

その他
- 第12回『SECRET BACK STAGE』- ゲスト出演（2016年3月30日、ニコニコ生放送）
- 「生テレ」オープン記念番組『LIVEザテレビジョン Vol.0』（2016年10月4日、生放送ザテレビジョン）
- 第5回『私のおおじさま』- ゲスト出演（2016年10月20日、FRESH!）
- 第25回『ボクラのなかTV～地上波への道～』2016年10月24日 公開収録 - ゲスト出演（2016年11月10日・11月20日、YouTube配信）[121]
- 第29回『ボクラのなかTV～地上波への道～』2017年2月27日 公開収録 - ゲスト出演（2017年3月10日・3月20日、YouTube配信）[122]
- 第9回『男の女の恋のスパイス』- ゲスト出演（2017年3月14日、YouTube配信）
- AGN@Enthenaトークバラエティ番組『りぷっThena』公開生放送（2017年10月16日、WALLOP）
- 『楽天ショッピングテレビ』 生放送（2017年11月8日 YouTube配信）[123]
- 『「イケメン革命THE STAGE」稽古場スペシャル生トーク！』 生配信（2018年8月28日、LINE LIVE）[124]
- 第6回『船岡咲の"さきっちょと、ちょっとひといき"』生放送 - ゲスト出演（2018年9月21日、WALLOP）[125]
- 『木村敦のイケメンSCRAMBLE』公開生放送 - ゲスト出演（2019年2月9日、渋谷クロスFM）[126]
- 『イケメンON AIR!』公開生放送 - ゲスト出演（2019年8月18日、渋谷クロスFM）[127]
- 『1周年記念 花の○年組 特別番組』（2020年11月12日、ニコニコ生放送）[128]
- 『【田中彪】Mission in B.A.C』（2021年5月4日、LINE LIVE）[129]

### ラジオ
レギュラー番組
- 『おしゃべりひょったん』　第1・第3月曜21:00 - 21:59

(2017年11月5日-、FMふくろう/2020年4月7日 - 、ミュージックバード/2021年4月5日 - 、FMふくろう)　
※2020年3月1日迄は毎月第1日曜22:00 - 22:59、2020年4月7日 - 2021年3月30日迄は毎週火曜25:00 - 25:59
その他
- 『よくばりママのハッピーサタデー』 - ゲスト出演（2015年6月27日、REDS WAVE）
- 『Afternoon SALUS』公開収録 - ゲスト出演（2016年8月18日、FMサルース）
- 『fanicon presents 高橋健介の100% 放課後トーク』- ゲスト出演（2018年8月19日、ニッポン放送）

### テレビ
- 『ダブルス～二人の刑事』第5話（2013年5月16日、テレビ朝日）- キャバクラ店員
- 『白銀ジャック』（2014年8月2日、テレビ朝日）- 横内快人 役
- 『FG旗揚げ大会　～武林風対抗戦～』（2015年4月19日、BSフジ）- 公式サポーター
- 『新格闘技イベント「MAT」第1回トーナメント大会』（2015年12月27日、BSフジ）- 公式サポーター
- 『動物戦隊ジュウオウジャー』第4話（2016年3月6日、テレビ朝日）- ユージ 役[注釈 2]

### 映画
- 『カラフル』（2000年10月7日公開、監督：中原俊）- 幼年期の真 役
- 『俺はまだ本気出してないだけ』（2013年6月15日公開、監督：福田雄一）- キャバクラ店員
- 『ライヴ』（2014年5月10日公開、監督：井口昇）- 施設係員
- 『ホットロード』（2014年8月16日公開、監督：三木孝浩）- 暴走族
- 『「超」怖い話2』第参話「撮影」（2017年8月19日公開、監督：千葉誠治）- カメラマン[130]

### PR
- ダムトラック LINDA　公式モデル（2015年4月）
- ロッテ『Fit's』キャンペーン動画「組み合わせるとすごい」（2017年2月27日公開）[131]
- エステティックサロン『ラ・パルレ』広告塔（2018年7月より）[132]

## 作品

### 音楽配信
（配信会社：①iTunes Store／②レコチョク／③Amazon Music／④Google Play Music／⑤music.jp／⑥LINE music）
|     | タイトル   | トラック | 収録曲       | 配信日        | ①  | ②  | ③  | ④  | ⑤  | ⑥  | 備考   |
| --- | ---------- | -------- | ------------ | ------------- | -- | -- | -- | -- | -- | -- | ------ |
| 1st | 叶わない恋 | 01       | 叶わない恋   | 2016年6月21日 | 〇 | 〇 | 〇 | 〇 | 〇 | 〇 | T-gene |
| 1st | 叶わない恋 | 02       | 君が笑うから | 2016年6月21日 | 〇 | 〇 | 〇 | 〇 | 〇 | 〇 | T-gene |
| 1st | 叶わない恋 | 03       | 弱虫な僕     | 2016年6月21日 | 〇 | 〇 | 〇 | 〇 | 〇 | 〇 | T-gene |

|   | タイトル            | 関連                         | 配信日         | ①  | ②  | ③  | ④  | ⑤  | ⑥  | 備考                                                                   |
| - | ------------------- | ---------------------------- | -------------- | -- | -- | -- | -- | -- | -- | ---------------------------------------------------------------------- |
| 1 | Dance with me       | ひょんた                     | 2016年12月25日 | 〇 | 〇 |    |    | 〇 | 〇 | (株)T-gene・トライクルーエンタテインメント・(有)タンバリンアーティスツ |
| 2 | Joke, Joker, Jokest | 舞台『SOUL FLOWER ver.2017』 | 2017年2月14日  | 〇 | 〇 | 〇 | 〇 |    |    | オッドミュージック                                                     |

### 脚本/演出
- 『僕と君の物語』脚本・演出（2017年11月）[16]
- 『嘘つき』脚本・演出（2019年9月）[133]
- 『Re:turn～過去と未来』脚本（2019年10月）[134]
- 『エーテルコード』脚色（2020年1月）[135]
- 劇団ToyLateLie第11回本公演『思春～遥かなるオヤジーデ～』演出（2020年2月）[136]
- IdentityV STAGE Episode 3『Cry for the moon』脚本・演出（2020年9月）[137]
- IdentityV STAGE Episode 2『Double Down』脚本（2021年3月）[138]
- 『OLD Maid-JOKER』脚本・演出（2021年4月）[139]

### DVD
- LOVE PLACE『BITTER & HONEY ホントの恋はbarにある※ただしイケメンに限る』（2014年）- ユウセイ 役[140]

### DVD（ライブ）
- 『HYOGA TANAKA 2nd LIVE IN OSAKA』（2015年）
- 『Hyoga Tanaka 24th BirthdayLive』（2015年）
- 『渋谷だよ！全員集合』（2015年）
- 『HYOGA 25th Birthday live』（2016年）
- 『Hyoga Tanaka PremiumBalladShow』（2017年）
- 『田中彪＆The Best Time XmasLive2017』（2017年）

### DVD（舞台）
- タンバリンステージxLIVEDOGプロデュース『愛しのダンスマスター』（2015年）
- 企画演劇集団ボクラ団義本公演vol.17『十七人の侍』 コメンタリー参加（2016年）
- ASSHプロデュース『サイコメ；ステージ』（2016年）
- GRASP produce vol.4 舞台『龍狼伝 第二章』（2016年）
- 舞台版『実は私は』（2016年）
- 『ミュージカル ホス探へようこそ ～ザ・ファースト～』（2016年）
- amipro produce『覇権DO！！～戦国高校天下布武～』（2016年）
- 『ミュージカル ホス探へようこそ ～ザ・セカンド/アンチ・アレス～』（2017年）
- 企画演劇集団ボクラ団義本公演vol.18『今だけが戻らない』 コメンタリー参加（2017年）
- ASSH×オッドエンタテインメント 舞台『鬼切丸伝〜源平鬼絵巻〜』（2017年）
- ASSH第21回公演・旗揚げ15周年記念公演『SOUL FLOWER ver.2017』（2017年）
- 企画演劇集団ボクラ団義本公演vol.19『飛ばぬ鳥なら落ちもせぬ ～梟雄と呼ばれた男 右筆と呼ばれた男～』（2017年）
- LIVEDOGプロデュース『ファントム・チューニング～調霊探偵・四十万八十二の事件簿～』（2017年）
- エンテナ PLAY UNION 第6回公演『心の旅人、今は秋』（2018年）
- ミュージカル『イケメン革命◆アリスと恋の魔法 Episode 黒のエース フェンリル＝ゴッドスピード』（2018年）
- ENG第7回公演『ロスト花婿』（2018年）
- 4S企画 Presents 2018年版『刻め、我ガ肌ニ君ノ息吹ヲ』～THE ORIGIN～（2018年）
- yoppy project 『Battle Butler』再演（2018年）
- 『イケメン革命◆アリスと恋の魔法 THE STAGE Episode 黒のキング レイ＝ブラックウェル』（2019年）
- RINCO PRODUCE STAGE『リミット・オブ・タイムラグ』（2019年）
- タグステ『YOSHITSUNE〜呪われた英雄〜』（2019年）
- 平成時代劇　片肌☆倶利伽羅紋紋一座「ざ☆くりもん」2019年新春三館同時本公演『六道追分』（2019年）
- SPECTACLE STAGE『W'z《ウィズ》』（2019年）
- 舞台劇「からくりサーカス」～デウス・エクス・マキナ(機械仕掛けの神)編～（2020年）
- Bobjack Theater vol.24『ノッキンオンヘブンズドア』（2020年）
- Studio Life 舞台『はみだしっ子 ～White Labyrinths～』（2020年）

### CD
- 舞台『龍狼伝 第二章』ORIGINAL SOUNDTRACK　テーマソング『夢の扉を開くなら』（2016年）
- 『ミュージカル ホス探へようこそ～ザ・ファースト～』（2017年）

### モバイルアプリケーション
- fanicon『繋がれひょったん❤』（2018年8月19日 - ）[19]

## 書籍

### 写真集
- 『失恋男子 -シツレンバナシ- 2』（撮影：圓岡淳 詩：伊藤マサミ 2017年2月14日発売）[141]